# Molpadia cubana
Molpadia cubana är en sjögurkeart som beskrevs av Elisabeth Deichmann 1940. Molpadia cubana ingår i släktet Molpadia och familjen Molpadiidae. Inga underarter finns listade i Catalogue of Life.